# Moammed Karim
Mohammed Karim (Cairo, 1986 — Cairo, 27 de maio de 1972) foi um cineasta, escritor e produtor cinematográfico egípcio.